# Ukyo Katayama
Ukyo Katayama (29 de maig del 1963, Tòquio (Japó)) és un pilot de curses japonès que va arribar a disputar curses de Fórmula 1.
Ukyo Katayama va debutar a la primera cursa de la temporada 1992 (la 43a temporada de la història) del campionat del món de la Fórmula 1, disputant l'1 de març del 1992 el G.P. de Sud-àfrica al circuit de Kyalami. Va participar en un total de noranta-set curses puntuables pel campionat de la F1, disputades en sis temporades consecutives (temporada 1992 - temporada 1997) on assolí una cinquena posició (en dues ocasions) com a millor classificació a una cursa i obtingué cinc punts pel campionat del món de pilots.
Està vinculat amb altres esports. Així també és fundador i director esportiu de l'equip ciclista Team Ukyo.

## Resultats a la Fórmula 1
| Any  | Equip                          | Xassís            | Motor       | 1       | 2       | 3       | 4       | 5       | 6       | 7       | 8       | 9       | 10      | 11      | 12      | 13      | 14      | 15      | 16      | 17      | Posició | Punts |
| ---- | ------------------------------ | ----------------- | ----------- | ------- | ------- | ------- | ------- | ------- | ------- | ------- | ------- | ------- | ------- | ------- | ------- | ------- | ------- | ------- | ------- | ------- | ------- | ----- |
| 1992 | Central Park Venturi Larrousse | Venturi Larrousse | Lamborghini | SUD 12  | MEX 12  | BRA 9   | ESP NVQ | SMR Ret | MON NVQ | CAN Ret | FRA Ret | GBR Ret | ALE Ret | HUN Ret | BEL 17  | ITA 9   | POR Ret | JAP 11  | AUS Ret |         | -       | 0     |
| 1993 | Tyrrell Racing Organisation    | Tyrrell           | Yamaha      | SUD Ret | BRA Ret | EUR Ret | SMR Ret | ESP Ret | MON Ret | CAN 17  | FRA Ret | GBR 13  |         |         |         |         |         |         |         |         | -       | 0     |
| 1993 | Tyrrell Racing Organisation    | Tyrrell           | Yamaha      |         |         |         |         |         |         |         |         |         | ALE Ret | HUN 10  | BEL 15  | ITA 14  | POR Ret | JPN Ret | AUS Ret |         | -       | 0     |
| 1994 | Tyrrell                        | Tyrrell           | Yamaha      | BRA 5   | PAC Ret | SMR 5   | MON Ret | ESP Ret | CAN Ret | FRA Ret | GBR 6   | ALE Ret | HUN Ret | BEL Ret | ITA Ret | POR Ret | EUR 7   | JPN Ret | AUS Ret |         | 17è     | 5     |
| 1995 | Nokia Tyrrell Yamaha           | Tyrrell           | Yamaha      | BRA Ret | ARG 8   | SMR Ret | ESP Ret | MON Ret | CAN Ret | FRA Ret | GBR Ret | ALE 7   | HUN Ret | BEL Ret | ITA 10  | POR Ret | EUR     | PAC 14  | JPN Ret | AUS Ret | -       | 0     |
| 1996 | Tyrrell Yamaha                 | Tyrrell           | Yamaha      | AUS 11  | BRA 9   | ARG Ret | EUR DSQ | SMR Ret | MON Ret | ESP Ret | CAN Ret | FRA Ret | GBR Ret | ALE Ret | HUN 7   | BEL 8   | ITA 10  | POR 12  | JPN Ret |         | -       | 0     |
| 1997 | Minardi Team                   | Minardi           | Hart        | AUS Ret | BRA 18  | ARG Ret | SMR 11  | MON 10  | ESP Ret | CAN Ret | FRA 11  | GBR Ret | GER Ret | HUN 10  | BEL 14  | ITA Ret | AUT 11  | LUX Ret | JPN Ret | EUR 17  | -       | 0     |

### Resum

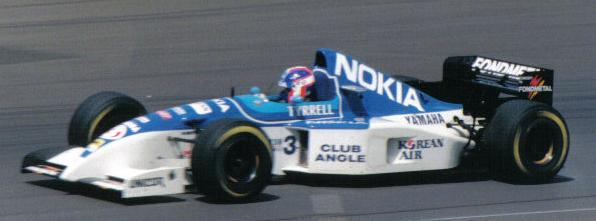
Katayama amb un Tyrrell al GP de G.Bretanya'95.

| Curses: | Victòries: | Pòdiums: | Poles: | Voltes ràpides: | Punts: |
| ------- | ---------- | -------- | ------ | --------------- | ------ |
| 97 (95) | 0          | 0        | 0      | 0               | 5      |